# Infurcitinea nedae
Infurcitinea nedae är en fjärilsart som beskrevs av Reinhardt Gaedike 1983. Infurcitinea nedae ingår i släktet Infurcitinea och familjen äkta malar.
Artens utbredningsområde är Grekland. Inga underarter finns listade i Catalogue of Life.